# جون بريرتون بارلو
جون بريرتون بارلو (بالإنجليزية: John Brereton Barlow)‏ (24 أكتوبر عام 1924- 10 ديسمبر عام 2008)، كان اختصاصي في أمراض القلب مشهور عالميًا في جنوب أفريقيا. أصبح طبيبًا مؤهلًا في عام 1951، بعد اكتسابه للخبرة بصفته مساعدًا استشاريًا في مستشفى هارمر سميث وكلية الدراسات العليا الطبية الملكية في لندن. وفي أواخر خمسينيات القرن الماضي، عاد إلى جنوب أفريقيا ليعمل كأستاذ في أمراض القلب في وحدة البحوث في مستشفى جوهانسبرغ، حيث أجرى دراسات هامة حول اضطرابات القلب واكتشف سبب تدلّي الصمام التاجي المعروف. سُميت «متلازمة بارلو» باسمه.

## حياته المهنية
بدأ جون بارلو دراساته الطبية في جامعة ويتواترسراند. ومع ذلك، جُنّد في الجيش بعد فترة وجيزة من الزمن عند تورّط جنوب أفريقيا في الحرب العالمية الثانية، إذ التحق بالقوّات البريطانية في شمال أفريقيا لفترة من الزمن قبل التحاقه بالجيش الأمريكي الخامس في إيطاليا. عاد إلى كلية الطب في عام 1946 وتخرّج منها بدرجة بكالوريوس الطب والجراحة في شهر نوفمبر من عام 1951.
أمضى بارلو فترة تدريب داخلي وشغل منصب مساعد استشاري في المستشفى الملكي الإمبراطوري (مستشفى باراغواناث)، من ثم أبحر إلى إنجلترا بهدف إجراء اختبار لعضوية كلية الأطباء الملكية في عام 1955. عمل بصفته مقيم أقدم لدى شيلا شيرلوك وكمساعد استشاري طبي لدى السيد جون ماكمايكل في مستشفى هامر سميث وكلية الدراسات العليا الطبية الملكية في لندن. دفعه اهتمامه بالتسمّع ومخطط أصوات القلب في ذلك الوقت إلى البحث في القلقلة غير القذفية واللغط القلبي الانقباضي المتأخر. لطالما اعتُقد أن القلقلة غير القذفية لها منشأ غير قلبي. حضر بارلو الصفة التشريحية لمريض مصاب بـ «قلقلة» خلال فترة وجوده في كلية الدراسات العليا الطبية الملكية. لاحظ بارلو امتلاك الرجل لحبل وتري ليفي في الصمام التاجي، ولاحظ أيضًا عدم وجود أي شذوذ خارج نطاق القلب لتبرير حدوث القلقة. تمكّن بارلو من إثبات سبب حدوث هذه المشكلة الشائعة وغير المفهومة، إذ أثبت أنها نتيجة لحالة مرضية في الصمام التاجي. أثار اكتشاف بارلو الجدل في ذلك الوقت، إذ أصبح موضع شكّ بالنسبة لمجتمع الأمراض القلبية. رُفض بحثه الأول حول هذا الموضوع بحجة مبالغته في مزاعمه. تمكّن أحد أصدقاء بارلو وزملاؤه السابقون من إقناعه بتقديم نسخة أقصر من ورقته البحثية إلى «مجلة ميريلاند ستيت الطبية» (التي كان صديقه محررًا ثانويًا فيها)، إذ نُشرت ورقته البحثية فيها تحت عنوان «أهمية اللغط القلبي الانقباضي المتأخر والقلقلة الانقباضية نصف المتأخرة». نشر ورقة بحثية ثانية ورائدة في مجلة القلب الأمريكية في شهر أكتوبر من عام 1963.  اعتُبرت هذه الورقة مهمة جدًا فأصبحت واحدةً من أكثر الأوراق البحثية المُستشهد بها في «إيه. إتش. جاي.»، واختُيرت من قبل معهد المعلومات العلمية باعتبارها استشهادًا قياسيًا في عام 1983. أجرى بارلو ونشر بعض الأبحاث في أمراض القلب الأخرى بعيدًا عن عمله التخصصي في الصمام التاجي، إذ بحث في قلس ثلاثي الشّرف بعد جراحة الصمام التاجي؛ ودور الصمام في التحميل الدموي بصفته منشأ لقصور القلب الحراني لدى المرضى الذين يعانون من التهاب القلب النشط؛ وأم الدم تحت التاجية؛ واعتلال عضلة القلب الضخامي والمدة الزمنية لـ «اختبار إجهاد القلب الإيجابي الكاذب».
وفي أواخر خمسينيات القرن الماضي، عاد بارلو إلى جنوب أفريقيا للعمل في مستشفى جوهانسبرغ بصفته مساعدًا استشاريًا. أصبح طبيبًا استشاريًا في وحدة أبحاث القلب بحلول عام 1960، من ثم عُيّن كمدير لوحدة أمراض القلب في عام 1971 فأطلق على وحدة قسطرة القلب التي كُلّف بإدارتها حديثًا اسم «وحدة ماكمايكل» تكريمًا لمعلّمه السابق. أجرى بارلو بالتعاون مع مارغريت مكلارين وآخرون دراسةً على 12,000 تلميذ مدرسة من سويتو في عام 1972، إذ أظهرت الدراسة مستويات عالية جدًا من أمراض القلب الروماتيزمية. سلّطت الدعاية الدولية الضوء على الظروف الاجتماعية والاقتصادية السيئة للأطفال الذين يعيشون بموجب قوانين الفصل العنصري، وذلك بعد نشر هذه الورقة البحثية التي انتقدتها حكومة جنوب أفريقيا في المجلة الطبية البريطانية. مُنح بارلو منصب الأستاذية في أمراض القلب بحلول عام 1980، إذ استمر في هذا المنصب لمدة 10 سنوات إضافية بعد تقاعده.
اعترف أقران بارلو به على نطاق واسع باعتباره طبيبًا ممتازًا، إذ أولى اهتمامًا كبيرًا في أخذ تاريخ طبي دقيق من المرضى وفي إجرائه للفحوصات البدنية الشاملة. لم يثق بالاختبارات الطبية بشكل كبير وشكّك في العقيدة الطبية بشكل عام. عالج بارلو أشخاصًا من شتّى مشارب الحياة، بدءًا بالأطفال الفقراء من سويتو وصولًا إلى الرئيس نيلسون مانديلا. في أواخر حياته المهنية، وجد بارلو صعوبةً في الحفاظ على المعايير، إذ انتقل الاستشاريون الآخرون إلى قطاع الطب الخاص بينما استمر هو في تقديم الدعم والنصح والمشورة والإشراف حتّى أشهر قليلة قبل وفاته.
تمتّع بارلو بسمعة دولية جديرة نتيجةً لمعرفته بمشاكل القلب، وخصوصًا تلك المتعلّقة بلغط الصمام التاجي. وصف بارلو عملية تطوّر وآلية «القلقلة» واللغط ووضّح ارتباطهما بتدلّي أو انتفاخ الصمام وقصور التاجي على التوالي. وصف بارلو أيضًا الحالات المرضية الأخرى المرتبطة بالصمام التاجي مثل القلس والتغيرات غير الطبيعية في النظم وقراءات مخطط كهربائية القلب غير الطبيعي. شارك بارلو وويندي بوكوك في تأليف ورقة بحثية منشورة في جريدة القلب البريطانية خلال عام 1968.

## حياته الشخصية
كان جون بارلو ابن لانسلوت وايت بارلو من جنوب أفريقيا. درس والد بارلو الطب في إنجلترا قبل أن يعود أدراجه إلى جنوب أفريقيا ويعمل كاختصاصي في علم أمراض الإنسان. أما والدته مادلين ديكس فالتقت لانسلوت خلال دراسة الطب. درس بارلو في كلية سانت جون (جوهانسبرغ، جنوب أفريقيا) حيث تميّز بصفته رجلًا رياضيًا في رياضة الركبي، واشتهر في خرقه للقواعد. كان بارلو مولعًا بالإشارة إلى الحالات الطبية النادرة أو الغريبة أثناء سنوات دراسته للطب، ما أعطاه لقب «الكناري» لندرته في جنوب أفريقيا. احتفظ بارلو ببعض من طيور الكناري خارج مكتبة في محاولة منه لتكريم لقبه (وغرابته).
تزوّج بارلو من شيلاغ كوكس في عام 1949 ورُزقا بولدين؛ ريتشارد جون وكليفورد ويليام، اللذين أصبحا مستشارين طبيين في الأمراض الجلدية وجراحة القلب والصدر في المملكة المتحدة على التوالي.

## الجوائز
حصل جون بارلو على العديد من الجوائز المحلية والدولية، من بينها:
- «جائرة والتر بليفيلد للمساهمة المتميّزة في مجال البحوث السريرية في أمراض القلب السريرية» مقدّمةً من الجمعية الدولية لقصور القلب.
- «جائرة لويس وأرتور لوسيان للبحوث المتميزة في مجال أمراض الدورة الدموية» مقدّمةً من جامعة ماكجيل في مونتريال.
- «أول المتلقّين لجائزة المساهمات المتميزة في أمراض القلب الوطنية والدولية» مقدّمةً من جمعية القلب جنوب الأفريقية في جوهانسبرغ.
- «جائرة مؤسسة بيرسي فوكس الوطنية للعمل المتميّز كمفوّض معترف به دوليًا في أمراض القلب».
- «منصب المحاضر السنوي لجمعية لاينيك» مقدّمةً من جمعية القلب الأمريكية.
- «منصب المحاضر السنوي لسانت ساير» من مستشفى القلب الوطني في لندن وجمعية القلب البريطانية.
- «وسام أندريه ألارد للخدمة المتميّزة في الطب» مقدّمةً من الأكاديمية الدولية للطيران وطب الفضاء.
- «منصب محاضر سيمور» و«ميدالية الخدمة المتميّزة في الطب الدولي» من مركز ويسلي الطبي في ويتشيتا في كانساس.
- «ميدالية الرئيس للمساهمات المتميّزة في أمراض القلب الدولية» من المجلس الوطني لجمعية القلب في جنوب أفريقيا.
- «زمالة الأبحاث الفخرية» من جامعة ويتواترسراند في جوهانسبرغ.